# Acueducto La Madre
El acueducto subterráneo denominado La Madre en Castejón de Monegros (provincia de Huesca, España) es una obra de arquitectura civil de autoría y época de construcción desconocidas. Se encuentra en el centro de tres valles, en un paraje bastante árido. A la misma se accede desde el pueblo partiendo por el camino de La Sierra y tomando un kilómetro después un desvío hacia la izquierda. Tras otro kilómetro se llega a una caseta, de construcción relativamente reciente, dentro de la cual se hallan las escaleras de bajada al acueducto. 
En 2006 fue declarado bien de interés cultural con categoría de monumento.

## Descripción
Esta construcción se puede definir como una canalización o acueducto subterráneo cuya misión consiste en la recogida y transporte de las aguas de un manantial situado a dos kilómetros de la localidad de Castejón de Monegros hasta la misma. El agua recogida era transportada por este acueducto hasta la fuente del pueblo, lugar al que iban a recogerla sus habitantes. 
Se pueden distinguir las siguientes partes o secciones: acceso y entrada, galería de captación de agua, los depósitos de decantación y divertículos de filtración y acueducto de conducción del agua al pueblo, terminando en la fuente. 
Su estado de conservación es muy bueno puesto que el material constructivo pétreo, el sistema arquitectónico en gran parte de sillería y el uso-mantenimiento por parte de los vecinos así lo han permitido.